# Jimmy Carl Black
Jimmy Carl Black, född James Inkanish, Jr. den 1 februari 1938 i El Paso, Texas, död 1 november 2008 i Siegsdorf, Tyskland, var en amerikansk trumslagare och sångare. Han var medlem i The Mothers of Invention från dess bildande 1964 och fram till 1969. På grund av att han härstammade från den amerikanska urbefolkningen presenterade han sig ofta som "The Indian of the Group", "gruppens indian". Även efter att han slutat i gruppen dök han sporadiskt upp på inspelningar med Frank Zappa fram till 1981. Senare uppträdde han med "The Grandmothers", där även forna bandkollegorna Don Preston och Bunk Gardner ingick.
Black diagnostiserades med lungcancer 2008 och avled samma år.